# وزارة الإسكان والتخطيط العمراني (البحرين)
وزارة الإسكان والتخطيط العمراني هي الوزارة المسؤولة عن توفير السكن الملائم للأسر ذوي الدخل المحدود في مملكة البحرين.

## التاريخ
تم إنشاء الوزارة في عام 1975. خالد بن عبد الله آل خليفة هو أول وزير إسكان في البحرين. خدم في هذا المنصب بين عامي 1975 و 1995.
أضاف مجلس الوزراء قطاع الإسكان إلى وزارة الأشغال بعد انتخابات 2002 وسميت وزارة الأشغال والإسكان. في ديسمبر 2007 فصلت الأشغال عن الإسكان مرة أخرى إلى وزارتين منفصلتين.

## مشاريع الوزارة
زعمت الوزارة أنها قامت بتقديم 91864 خدمة إسكانية لهذا اليوم وكانت أبرز المشاريع بناء:
- مدينة عيسى
- مدينة حمد
- مدينة زايد
- المدينة الشمالية
- مدينة شرق الحد
- مدينة شرق سترة

في عام 2013 أعلنت وزارة الإسكان عن أول شراكة بين القطاعين العام والخاص. الشراكة بدأت مع عدة مصارف إسلامية وشركات التطوير العقاري.

## برامج التمويلات الإسكانية
برنامج تسهيل.
برنامج مزايا.

## مسيرة الإسكان
- 1962 - تأسيس لجنة الإسكان والتمليك.
- 1963 - وضع حجر الأساس لمدينة عيسى.
- 1975 - تأسيس وزارة الإسكان.
- 1979 - تأسيس بنك الاسكان.
- 1984 - وضع حجر الأساس لمدينة حمد.
- 2001 - إنشاء مشروع مدينة زايد.
- 2002 - تطوير السياسات بالتعاون مع الأمم المتحدة.
- 2002 - وضع حجر الأساس لمدينة سلمان.
- 2006 - منح رئيس الوزراء جائزة التميز في مجال الإسكان.
- 2012 - إطلاق أولى مبادرات الشراكة مع القطاع الخاص.
- 2013 - تدشين برنامج مزايا.
- 2013 - وضع حجر الأساس لمدينة شرق الحد.
- 2013 - أمراً ملكياً ببناء 40 ألف وحدة سكنية جديدة.
- 2015 - وضع حجر الأساس لمدينة شرق سترة.
- 2015 - توقيع اتفاقية شراء وحدات مع شركة ديار المحرق.
- 2016 - البدء بتنفيذ مدينة خليفة.
- 2016 - افتتاح مشروع مساكن.
- 2017 - افتتاح مدينة خليفة.
- 2017 - تشييد مشروع ضاحية الرملي.
- 2018 - افتتاح مدينة سلمان.
- 2019 - تدشين برنامج تطوير الأراضي الحكومية.
- 2019 - "الإسكان" تبرم عقود تنفيذ مدينة "شرق سترة" مع الشركة CMEC الصينية.
- 2022 - 40 ألف وحدة سكنية.
- 2022 - الخدمات التمويلية الجديدة.
- 2022 - زيارة الشيخ خالد بن عبد الله آل خليفة.
- 2022 - جائزة أفضل برنامج مبتكر بمنطقة الشرق الأوسط وشمال أفريقيا.

## الرسالة
" توفير أفضل وأجود الخدمات الإسكانية الملائمة للمواطنين ذوي الدخل المحدود لضمان استقرارهم وتحقيق سبل العيش الكريم"

## الرؤية
"نسعى نحو إيجاد أفضل حياة وبيئة معيشية آمنة ومستدامة لمواطني مملكة البحرين من ذوي الدخل المحدود، من خلال تيسير سبل الحصول على السكن الاجتماعي الملائم، وتقديم خدمات إسكانية ذات جودة عالية لتوفير بيئة مستقرة للأسرة البحرينية"